# Zamek w Nowogródku
Zamek w Nowogródku – ruiny zamku z XIV–XV wieku, zniszczonego w XVI wieku, położonego w Nowogródku na terenie dzisiejszej Białorusi. Obecnie w stanie trwałej ruiny.

## Historia
Warownia w Nowogródku zbudowana została po 1241 roku przez księcia litewskiego Edywiła (kunigas Erdziwiłł) prawdopodobnie w miejscu wcześniejszego ruskiego grodu z XII wieku. Mendog ustanowił tu stolicę państwa litewskiego, przyjął tu chrzest i w 1253 koronował się na króla Litwy. W tym czasie wzniesiono tu warownię z umocnieniami ziemno-drewnianymi, prawdopodobnie z elementami murowanymi.

Tak tedy Innocentius, papież Rzymski, widząc rzecz być pożyteczną Kośćiołowi Rzymskiemu, iż tak wielkie a waleczne państwo pogańskie do Christusa dobrowolnie przystąpiło, zaraz bez wszelkiego odkładania koronę Litewską poświęcił i Mendoga Króla Litewskiego być obwołał, a chcąc mu się tym więcej zachować, posłał legata swojego zakonnego brata Heinderika prowinciała Polskiego, Armakańskiego przed tym biskupa, a na ten czas Kulmienskiego albo Chełmienskiego w Prusiech, który przyjachawszy do Nowogrodka Litewskiego z arcibiskupiem Rigenskim i s Krzyżakami Pruskimi i Liflandskimi, Mindauga albo Mendoka na królestwo Litewskie według zwykłych ceremonij kościelnych pomazał, obwołał i z ramienia papieskiego i cesarskiego, koroną nową Litewską koronował.

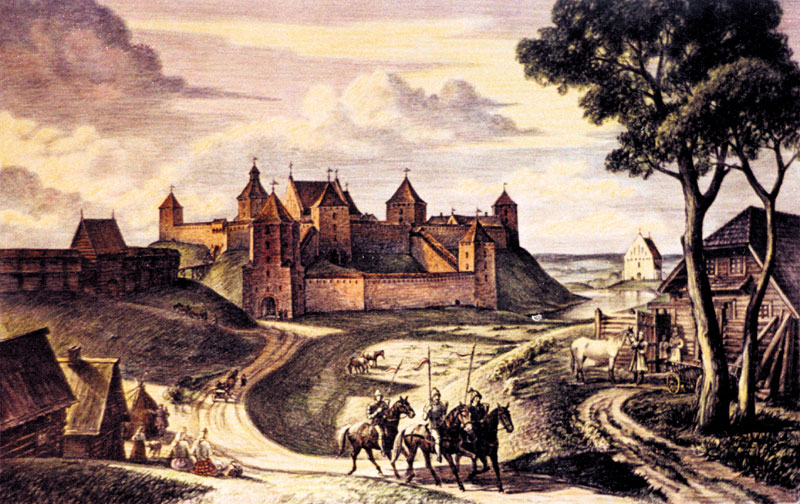
Współczesna rekonstrukcja zamku

W 1314 komtur krzyżacki Heinrich von Plotzke bezskutecznie próbował zdobyć gród. W XIV wieku warownia była wielokrotnie oblegana i niszczona w czasie najazdów krzyżackich, wojen litewsko-ruskich i waśni rodowych. W 1349 roku przed kolejnym najazdem krzyżackim mieszkańcy sami spalili miasto i zamek przed jego opuszczeniem. W miejscu zniszczonej fortyfikacji nowy murowany zamek w 1415 roku polecił zbudować książę Witold.

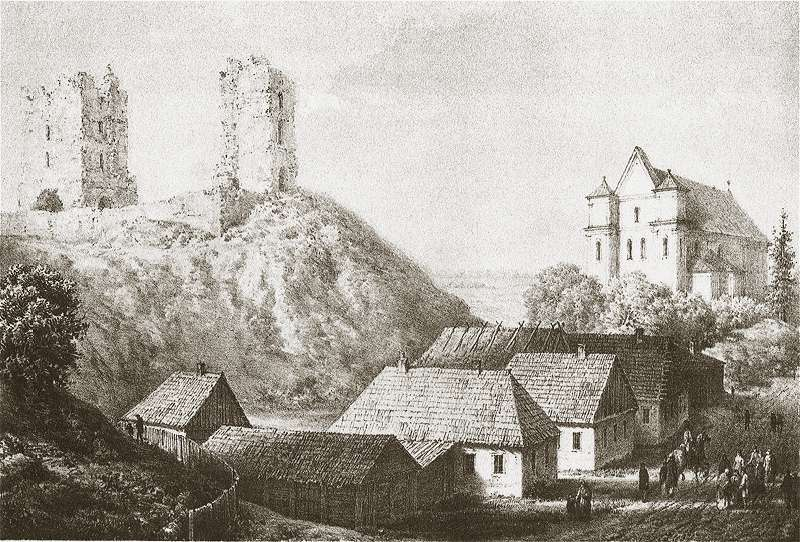
Ruiny zamku w XIX wieku wg ryciny Napoleona Ordy

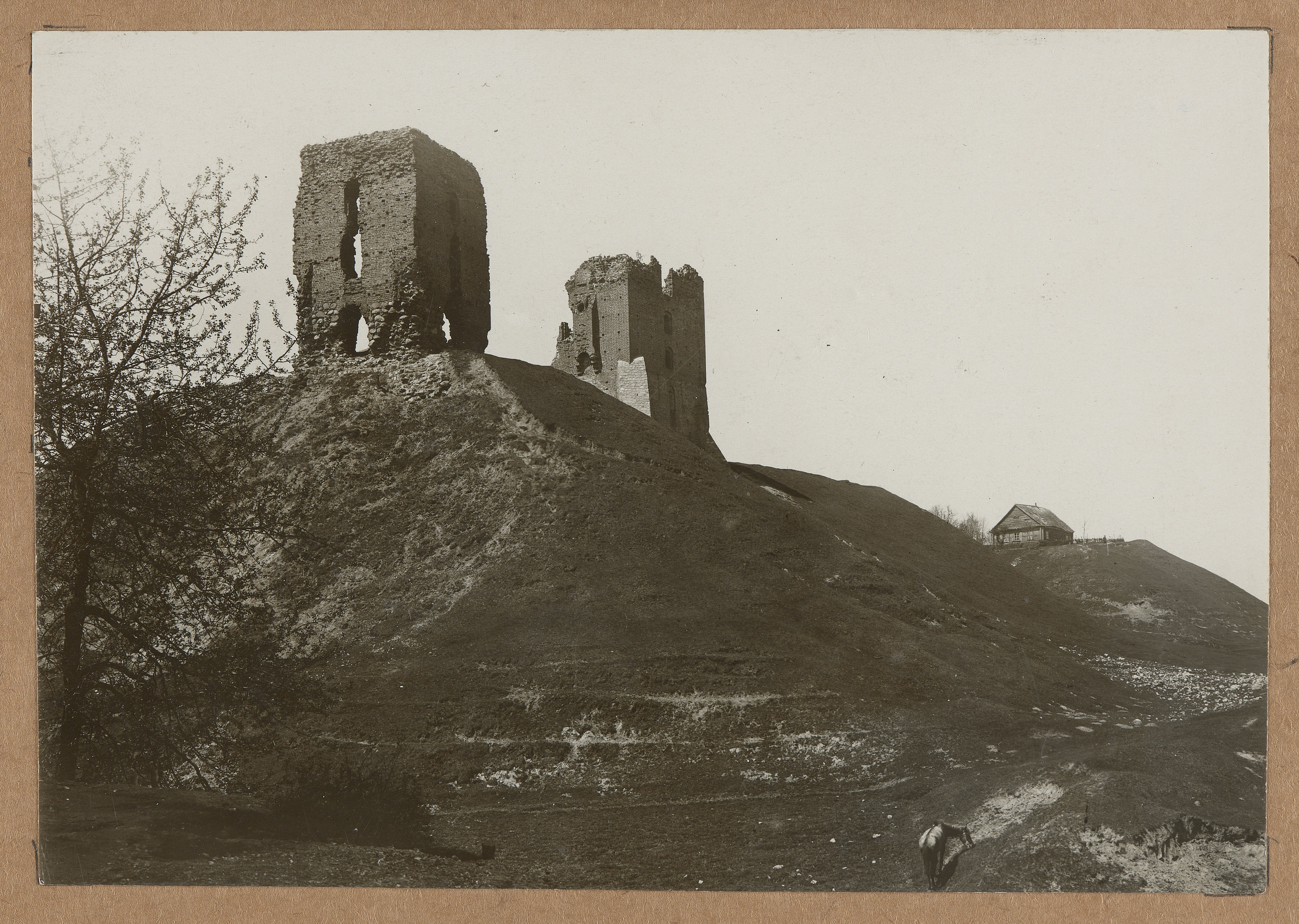
Ruiny zamku około 1917 roku

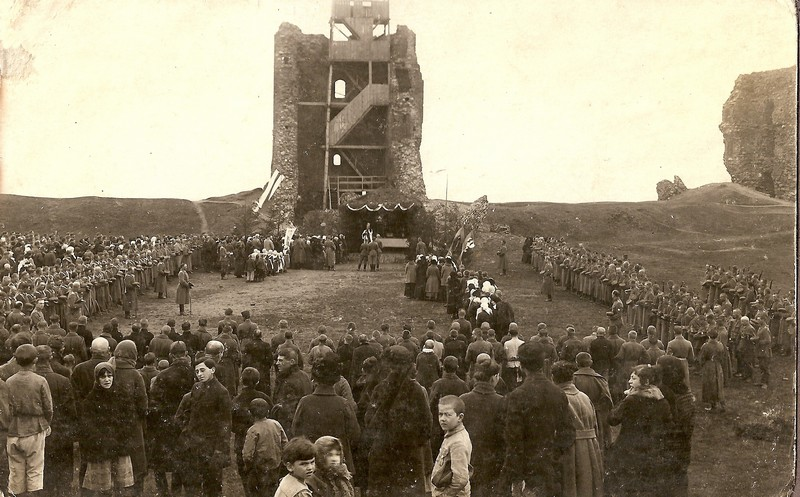
10 Pułk Ułanów Litewskich na zamku w 1919 roku

Na początku XVI wieku zamek uległ zniszczeniu przez Tatarów. Odbudowany, ale z uwagi na przestarzały system obronny stracił na znaczeniu. W 1638 roku w wieży bramnej umieszczono archiwum miejskie. W 1662 zamek został zdobyty i spustoszony przez wojska moskiewskie, archiwum zostało obrabowane i częściowo wywiezione. W XVIII wieku dalsze zniszczenia zamku nastąpiły w wyniku pożarów: w 1710 w czasie najazdu Szwedów i w 1751, gdy spłonęły resztki miejskiego archiwum. Około 1759 roku na polecenie wojewody Józefa Jabłonowskiego na terenie zamku powstał pomiędzy wieżami obszerny ceglany budynek przykryty dachem mansardowym. Mieściła się w nim sala sądowa, kancelaria, archiwum.
Od początku XIX wieku zamek znajduje się w stanie trwałej ruiny. Zachowały się ruiny wieży kościelnej, bramnej, fragment wschodniego odcinka murów z przechodem furty (częściowo rekonstruowane w XX wieku), wały ziemne i głęboka fosa otaczająca zamek. Z zamkowej cerkwi zachowały się fundamenty.
W marcu 1919 roku w ruinach zamku bolszewicy zamordowali działaczy polskich: Mariana Bronowskiego, Antoniego Trzeciaka i Adolfa Hudowicza.
W roku 2009 minister kultury Białorusi Pawał Łatuszka rozpoczął kampanię na rzecz odbudowy zamku.

## Architektura
Zamek wzniesiony był z cegły na fundamencie z głazów narzutowych. Zbudowany w XIV–XV wieku zamek posiadał kształt nieregularnego czworoboku, co wynikało z kształtu wzgórza, na którym był położony. Wjazd prowadził przez Wieżę Bramną wzniesioną w połowie północnej kurtyny murów obwodowych. Zamek zabezpieczały dodatkowo cztery narożne wieże zbudowane na planie kwadratu. W Wieży Bramnej znajdowały się także pomieszczenia mieszkalne w wyższych kondygnacjach, a w wieży południowo-wschodniej (Małej) znajdowała się furta, prowadząca prawdopodobnie do źródła wypływające z góry zamkowej, chronionego przez wieżę stojąca na zewnątrz, która była połączona murem z głównym obwodem obronnym. Na dziedzińcu, pomiędzy wieżą narożną tzw. Wieżą Kościelną a Wieżą Bramną, znajdował się przylegający do murów budynek mieszkalny. W zachodniej części dziedzińca znajdowała się cerkiew zamkowa, wzniesiona w XIV wieku. Wzgórze zamkowe umocnione było dodatkowo fosą i wałem ziemnym.

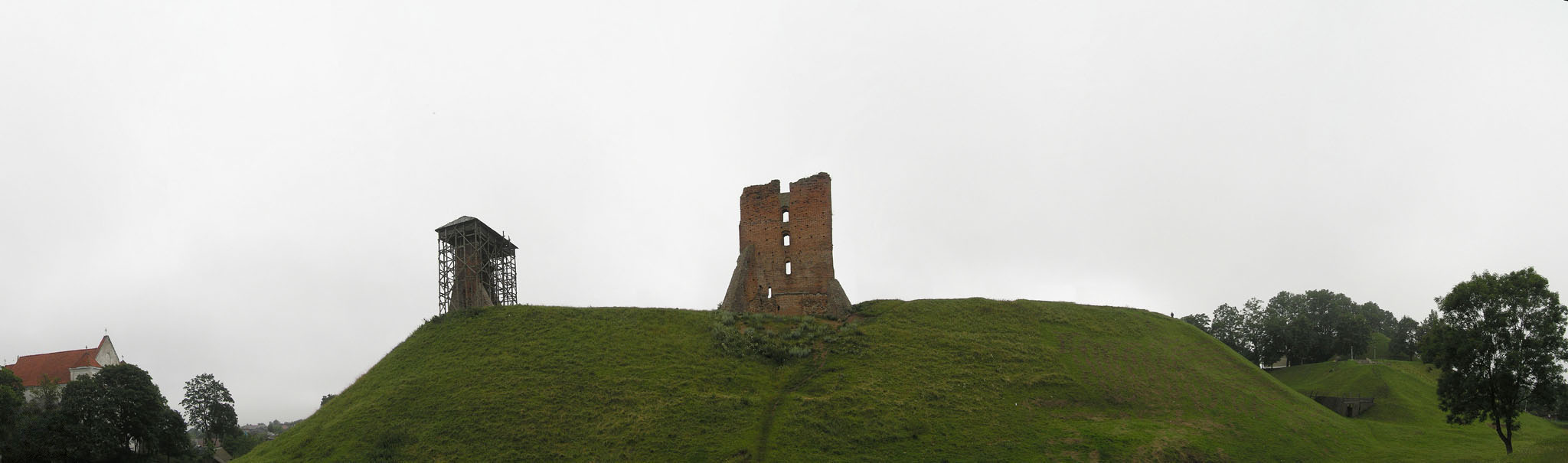
Wzgórze zamkowe w 2007 roku